# Amber (rivière)
Pour les articles homonymes, voir Amber (homonymie).
L'Amber est une rivière anglaise de 21 km de long qui coule dans le comté du Derbyshire. Elle prend sa source près du village d'Ashover et se jette dans la Derwent à Ambergate.
Elle a donné son nom au borough d'Amber Valley.